# Galí II Asnar
Galí II Asnar (? - 922) fou comte d'Aragó (ca. 893-922).
Va ser fill i successor del comte Asnar Galí II i d'Ònnega Garcés.
Està documentat exercint com a comte des del 893, data tradicional en què es data la mort del seu pare. Protegit dels atacs del valí d'Osca, Muhàmmad al-Tawil, amb qui tenia vincles familiars, durant el seu mandat va incorporar al comtat la meitat oriental de la vall de l'Aragó, les valls d'Atarés i Aucumer i el camp de Jaca. Es considera que durant el seu govern el comtat d'Aragó va deixar de ser independent i va passar a dependre del regne de Pamplona, tot i que es desconeix en quin moment exacte. En tot cas, es va respectar el càrrec de Galí II, que va continuar sent comte fins a la seva mort, l'any 922.
Es va casar dues vegades. En primeres núpcies amb Acibel·la, filla del comte Garcia Sanxes de Gascunya. D'aquest matrimoni en van néixer Toda, el bisbe Redempt i Miró. En segones núpcies es va casar amb Sança Garcés, filla del cabdill vascó Garcia Ximenes, de qui van néixer Belasquita i Andregot.
En termes generals, es considera que el comtat d'Aragó va passar definitivament al regne de Pamplona a través del matrimoni de la seva filla Andregot amb Garcia Sanxes I. Segons Julia Pavón, amb l'herència es va aplicar una reptura de la successió familiar mitjançant l'encomanament de la noblesa local a un nou senyor, Sanç I de Pamplona, quelcom que explicaria, d'altra banda, perquè el comtat d'Aragó va mantenir la seva imatge tradicional d'entitat política separada de la resta del regne, amb el grup nobiliari o barons aragonesos.